# Flux întunecat
Pentru alte utilizări ale termenului flux vezi articolul Flux (dezambiguizare).
Fluxul întunecat este un termen din astrofizică care descrie un fenomen misterios observat recent în unele galaxii și descoperit de o echipă de cercetători condusă de Alexander Kashlinsky.

## Privire de ansamblu

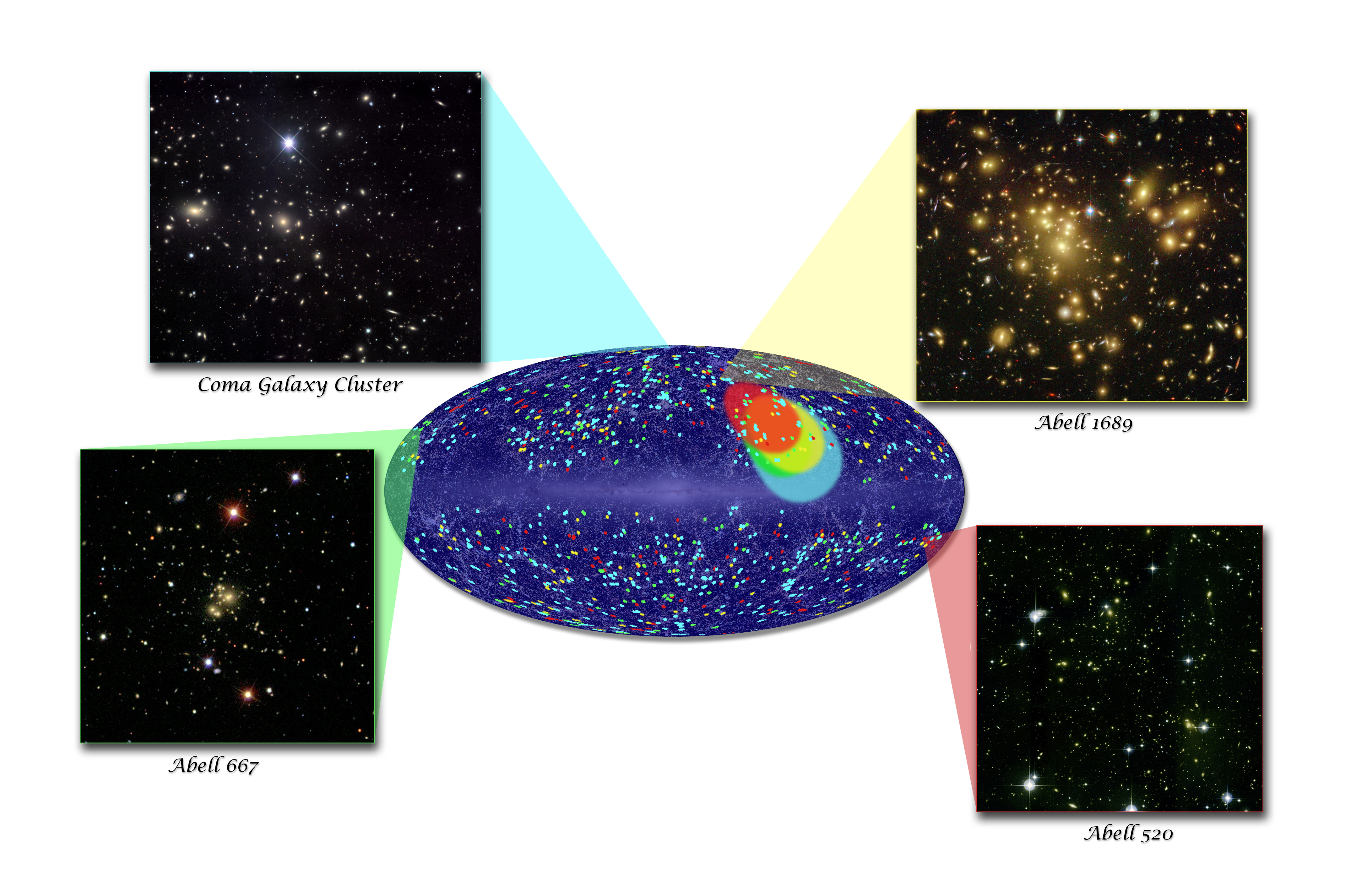
Mişcarea uniformă a diferitelor aglomerații de galaxii (Coma, Abell 1689, Abell 667, Abell 520)

Potrivit modelelor cosmologice standard (bazate pe analiza radiației cosmice de fond), mișcarea aglomerațiilor de galaxii ar trebui să fie distribuită în mod aleatoriu în toate direcțiile. Cu toate acestea, pe baza analizei datelor WMAP folosind efectul cinematic Sunyaev-Zel'dovich, autorii studiilor au găsit dovezi ale unei mișcări comune cu cel puțin 600 km/s într-o regiune de cer care este între constelațiile Centaur și Velele. Astronomii speculează că această mișcare este cauzată de un flux întunecat de energie misterioasă asemănătoare forței gravitației.